# Finale de la Coupe d'Afrique des nations de football 1988
La finale de la CAN 1988 est un match de football se déroulant le 27 mars 1988 au Stade Mohamed V de Casablanca, au Maroc. Celle-ci voit s'opposer le Cameroun au Nigeria. Au terme de la rencontre, le Cameroun l'emporte sur le score d'un but à zéro et remporte sa deuxième Coupe d'Afrique des nations après 1984.

## Feuille de match
| CAN 1988                                 | Cameroun         | 1 - 0   | Nigeria | Stade Mohamed V Casablanca, Maroc             |                                               |
| 27 mars 1988 · Historique des rencontres | Kundé 55e (pen.) | (0 - 0) |         | Spectateurs : 50,000 Arbitrage : Idrissa Sarr | Spectateurs : 50,000 Arbitrage : Idrissa Sarr |
| 27 mars 1988 · Historique des rencontres | Rapport          |         |         | Spectateurs : 50,000 Arbitrage : Idrissa Sarr | Spectateurs : 50,000 Arbitrage : Idrissa Sarr |

| Cameroun | Nigeria |

| Cameroun :      |    |                     |  |     |
|                 |    |                     |  |     |
| Gardien de but  | 1  | Joseph-Antoine Bell |  |     |
|                 | 2  | André Kana-Biyik    |  |     |
|                 | 14 | Stephen Tataw       |  |     |
|                 | 4  | Benjamin Massing    |  |     |
|                 |    | Charlie Ntamark     |  |     |
|                 | 6  | Emmanuel Kundé      |  |     |
|                 | 12 | Cyrille Makanaky    |  |     |
|                 |    | Bertin Ollé-Ollé    |  | 33e |
|                 | 8  | Emile Mbouh         |  |     |
|                 | 10 | Louis-Paul Mfédé    |  |     |
|                 | 9  | Roger Milla         |  |     |
| Remplaçants :   |    |                     |  |     |
|                 |    | Richard Abena       |  | 33e |
| Sélectionneur : |    |                     |  |     |
| Claude Le Roy   |    |                     |  |     |

| Nigeria :       |    |                    |  |     |
|                 |    |                    |  |     |
| Gardien de but  | 1  | Peter Rufai        |  |     |
|                 |    | Yisa Sofoluwe      |  |     |
|                 | 4  | Stephen Keshi      |  |     |
|                 |    | Sunday Eboigbe     |  |     |
|                 | 13 | Bright Omokaro     |  |     |
|                 |    | Augustine Eguavoen |  |     |
|                 |    | Samuel Okwaraji    |  |     |
|                 | 10 | Henry Nwosu        |  |     |
|                 |    | Ndubuisi Okosieme  |  |     |
|                 | 17 | Folorunso Okenla   |  | 76e |
|                 | 14 | Rashidi Yekini     |  |     |
| Remplaçants :   |    |                    |  |     |
| DF              | 2  | Uche Okafor        |  |     |
| FW              | 7  | Humphrey Edobor    |  | 76e |
| Sélectionneur : |    |                    |  |     |
| Manfred Höner   |    |                    |  |     |

| Assistants : Homme du Match : Emmanuel Kundé |